# یوهانس گسنر
 یوهانس گسنر (انگلیسی: Johannes Gessner؛ زاده ۱۸ مارس ۱۷۰۹ - درگذشته ۱۸ مارس ۱۷۰۹) یک فیزیک‌دان، پزشک، ریاضی‌دان، کانی‌شناس و گیاه‌شناس اهل سوئیس بود.